# Макоду Кумба Янде
Макоду Кумба Янде (д/н —після 1861) — 29-й дамель (володар) держави Кайор в 1859—1861 роках. теігне (правитель) Баолу. Відомий також як Макоду Кумбу Діуф.

## Життєпис
Син дамеля Біріма Фатма Тіуба та Кодду Діуф (Кумба) Гевар з держави Салум. Для зміцнення свого становища одружився з небогою з династії Фалл — Нгуне Латир, оскільки першість при обранні дамеля визначалася за материнською лінією.
1832 року зі сходженням на трон Кайора Меїсса Теінде Діора отримує панування над Баолом (васальною державою Кайору) з титулом теігне. У 1835 році повалений місцевою знаттю, яка запросила на трон стриєчного брата Меїсса Теінде Діора. Сам Макоду мусив тікати до Салуму.
У 1855 році підтримав сина Біріма Нгоне Латира при обранні новим дамелем. Втім останній незабаром виявив самостійність у прийнятті рішень. Після смерті сина у 1859 році Макоду Кумба Янде обрали новим дамелем.
Виступив проти намірів Франції побудувати залізницю Дакар — Сен-Луї, оскільки розглядав це як можливість французів вдертися до Кайору. 1860 року почав війну проти сенегального губернатора Луї Федерба. Спочатку тому завдав поразки біля Гатті, але через місяць дамель сам зазнав поразки біля Куре.
Невдовзі втратив підтримку знаті Баолу, що з підозрою розглядало салумське походження його матері. Зрештою більшість знаті відвернулася від Макоду. Той мусив тікати до Салуму, де приєднався до Маба Діаху Ба. Подальша доля невідома. В результаті французи зуміли домогтися обрання залежного від них дамеля Мадіодіо Дегене Коду.